# Raoul Cartraud
 (juillet 2021).
Si vous disposez d'ouvrages ou d'articles de référence ou si vous connaissez des sites web de qualité traitant du thème abordé ici, merci de compléter l'article en donnant les références utiles à sa vérifiabilité et en les liant à la section « Notes et références ».
Raoul Cartraud, né le 6 février 1934 à Lizant (Vienne) et mort le 8 octobre 2007 à Poitiers (Vienne), est un homme politique français.

## Biographie
Après des études à Lizant, Civray et Poitiers, Raoul Cartraud est nommé professeur de sciences physiques à l'École normale d'instituteurs de Poitiers. 
Encouragé par Pierre Mendès France, que Raoul Cartraud invite à une conférence en juin 1960 à Poitiers alors qu'il anime le cercle d'Etudes Politiques des étudiants de Poitiers, il fonde peu après les élections présidentielles de 1965, un club de réflexion avec quelques amis. Ce club, "Socialisme Moderne", en référence à un article de Pierre Mendès France paru dans l'Express le 7 avril 1960, s'attache à définir ce que représentent le socialisme et les éléments essentiels d'une politique de Gauche. En 1966, Raoul Cartraud adhère à la Convention des institutions républicaines. 
En 1967, il est élu conseiller général du canton de Civray, seul élu de la Fédération de la gauche démocrate et socialiste (FGDS) et benjamin de l'assemblée départementale. En 1971, il est élu maire de Civray, à la tête de la seule municipalité d'Union de la Gauche de la Vienne. En juin 1971, il est l'un des 96 conventionnels à participer aux côtés de François Mitterrand au Congrès d'Epinay et devient membre du Parti socialiste.
Après s'être présenté sans succès aux élections législatives de 1968, 1973 et 1978, il est élu député de la 3e circonscription de la Vienne le 21 juin 1981. Candidat au renouvellement de son mandat en 1986 et en 1988, il ne parvient pas à retrouver son siège.
Membre de droit du conseil régional de Poitou-Charentes à la suite de son succès au scrutin législatif de 1981, il en est le rapporteur général entre 1981 et 1982 puis devient président de l'assemblée régionale en 1982 et le demeure jusqu'en 1985. À ce titre, il met en œuvre la loi portant sur les droits et libertés des communes, des départements et des régions ou loi Deferre, loi qui marque le point de départ du processus de décentralisation. Raoul Cartraud accueille François Mitterrand en voyage officiel en Poitou-Charentes les 3 et 4 novembre 1983. Il signe également, le 26 mars 1984, le 1er contrat de plan entre l'État et la Région, contrat qui prévoit un programme d'investissements de 2 milliards de francs pour la période de 1984 à 1988, dans les domaines économique, social et culturel.
En 1994, François Mitterrand nomme Raoul Cartraud au Conseil économique et social pour une durée de deux ans. 
En 1997, il démissionne de ses fonctions de maire pour raisons de santé. Il décède le 8 octobre 2007.

## Détail des fonctions et des mandats
- 1967 - 1992 : Conseiller général du canton de Civray
- 1971 - 1997 : Maire de Civray
- 1981 - 1986 : Député de la 3e circonscription de la Vienne
- 1981 - 1992 : Conseiller régional de Poitou-Charentes
- 1982 - 1985 : Président du conseil régional de Poitou-Charentes